# بيج نيك
بيج نيك (بالإنجليزية: Paige Nick)‏ هي كاتبة العمود جنوب أفريقية، ولدت في 3 أبريل 1974.